# Les Confidents

Les Confidents est une œuvre permanente d'art public dédiée à la poésie, réalisée par le sculpteur québécois Michel Goulet avec François Massut, fondateur du collectif Poésie Is Not Dead, et qui a été créée spécifiquement pour le jardin du Palais-Royal à Paris, aux abords immédiats du ministère de la Culture et de la Comédie Française. 
Cette œuvre a été inaugurée à l'occasion du lancement du Printemps des Poètes le 4 mars 2016. 

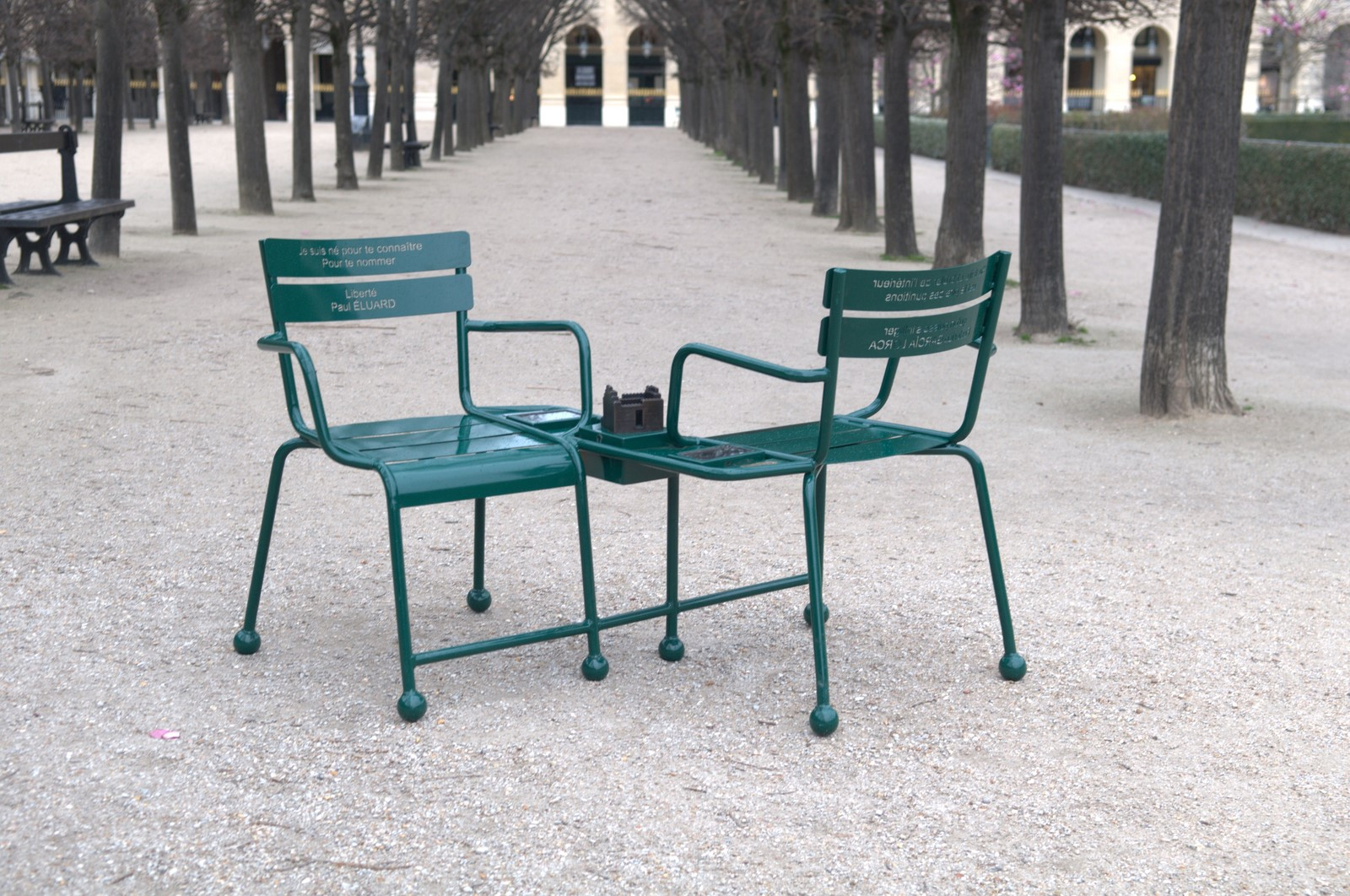
Les Confidents -Jardin du Palais-Royal

## Histoire
L’artiste québécois Michel Goulet et François Massut ont déjà collaboré en octobre 2011 à la réalisation d’une installation de 18 chaises-poèmes dans la ville natale d'Arthur Rimbaud, Charleville-Mézières. Ils se sont rencontrés trois ans plus tôt dans la ville de Québec au moment où Michel Goulet installait l'une de ses plus ambitieuses œuvres d'art public dédiées à la poésie avec 40 chaises-poèmes. Ils sont convenus, dès ce moment, de trouver des occasions de collaboration. Charleville-Mézières a été le premier fruit de cette collaboration. 
Si les chaises des grands jardins de la ville de Paris font partie du patrimoine national des Français et contribuent à leur identité, elles sont pour tout Québécois et pour tout étranger, objets de fascination, objets mythiques. Personne ne peut rester indifférent aux moments passés au jardin assis sur une chaise qu'on rapproche d'une autre. Michel Goulet a fait part à François Massut de son rêve d'un jour de pouvoir inscrire des écrits poétiques sur les chaises d'un des jardins de la ville de Paris. Ces chaises que l'on déplace librement permettent de configurer des espaces de rencontres, des microcosmes. Elles sont l'image même du partage et de la liberté.
L'idée est restée en suspens jusqu'au jour où François Massut rencontre Louis Albert de Broglie, fondateur du Prince Jardinier et Président de Deyrolle, qui a sauvé de la destruction puis réhabilité et réassemblé les chaises historiques provenant des jardins des Tuileries, du Luxembourg et du Palais-Royal. Il aura suffi ensuite de l'enthousiasme et de l’énergie de quelques personnes à la direction du centre des Monuments Nationaux, du jardin du Palais-Royal, du Printemps des Poètes et de mécènes privés et institutionnels publics québécois et français pour voir devenir réalité cette rencontre du poétique : Hommes, objets, lieux et mots.

## L'Œuvre
Dix causeuses installées dans le jardin du Palais-Royal font écho aux traditionnelles chaises installées dans les jardins parisiens au siècle dernier. En effet, l'œuvre est réalisée à partir des chaises historiques des jardins du Palais Royal, des Tuileries et du Palais du Luxembourg, récupérées et remodelées en pièce de collection par Louis Albert de Broglie. 

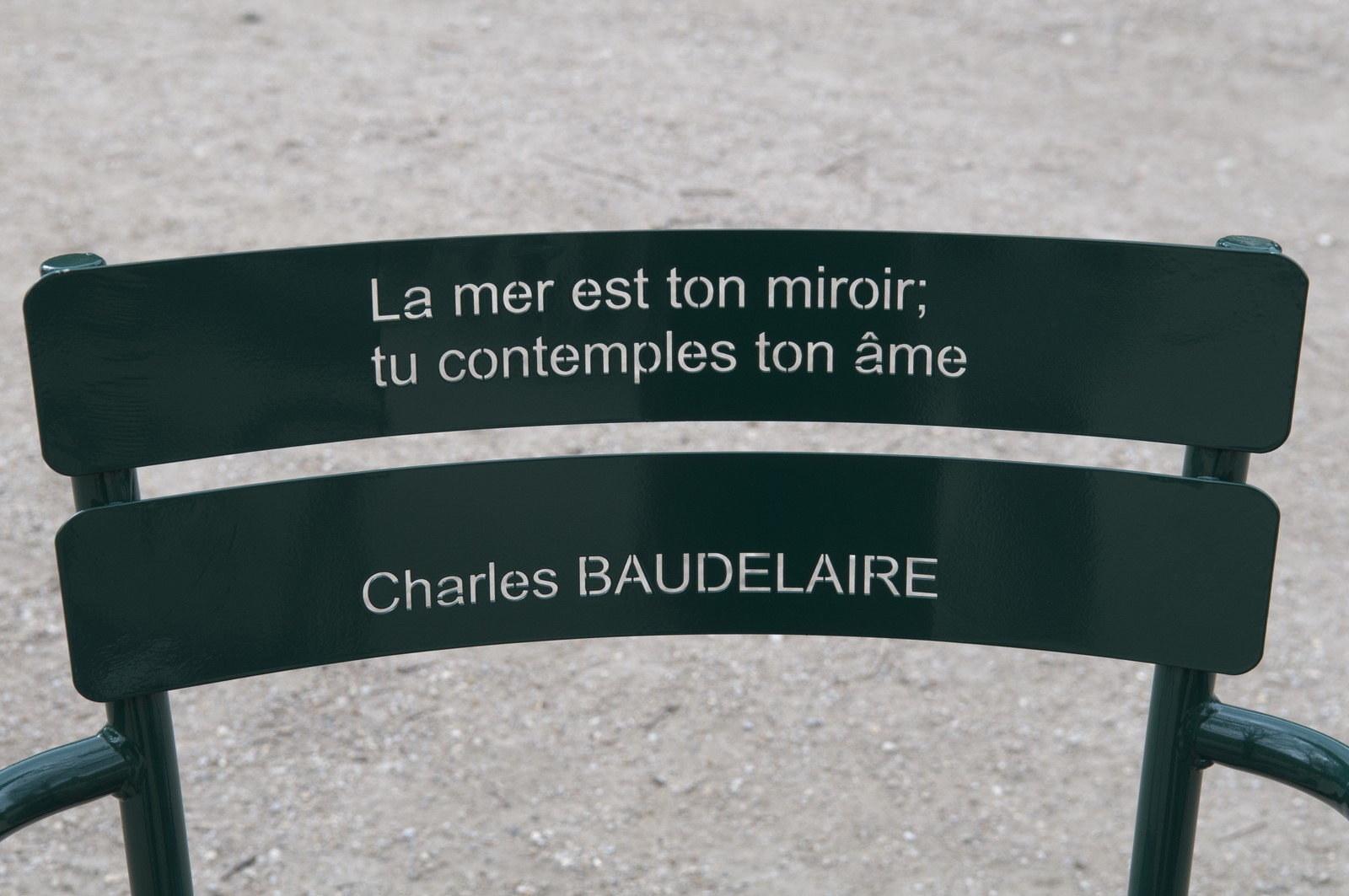
Les Confidents- détail

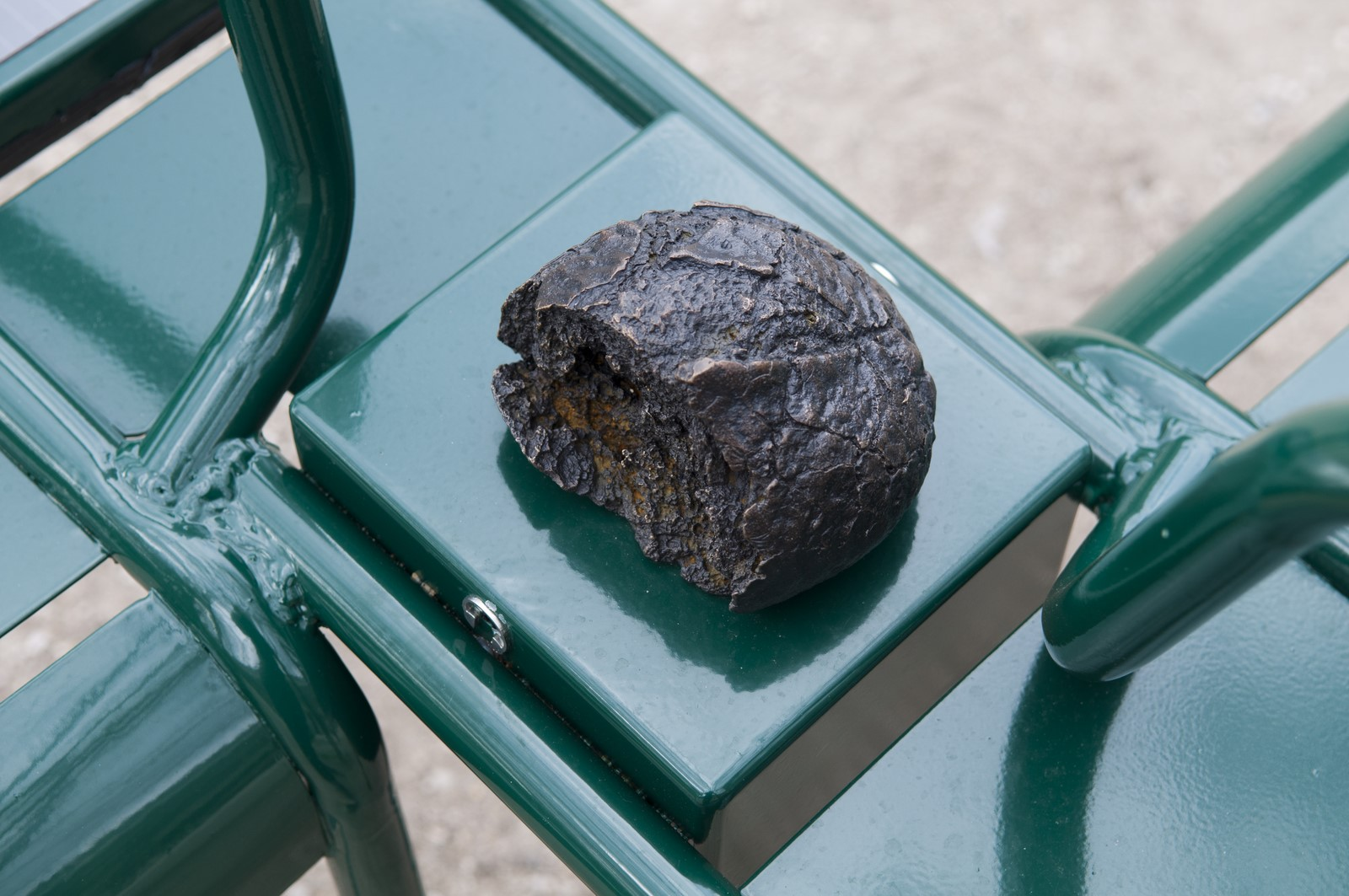
Détail d'un Confident

En l’espèce, ces causeuses sont créées à partir de deux chaises placées en vis-à-vis et dénommées « Les confidents». Ces chaises sont en tous points semblables à celles qu'elles côtoient, hormis le fait que chacune porte, percés dans les bandes horizontales du dossier, un fragment poétique et le nom d'un poète illustre. Un objet du quotidien est posé sur la tablette entre les deux chaises pour identifier et distinguer « Les confidents » et personnaliser le passage d’un rêveur assis là le temps d’un poème. Ainsi, en branchant ses écouteurs sur le boîtier central, on peut écouter des vers de poètes modernes et contemporains dits en toute intimité à chaque personne qui prend place sur une chaise-poème.
Régulièrement, de nouveaux enregistrements de poèmes et de poètes de tous horizons, viennent ajouter leurs voix pour créer une symphonie de paroles sensibles et originales au cœur du jardin du Palais-Royal. Cette œuvre « Les confidents » est ainsi une œuvre en perpétuel mouvement mettant en exergue la richesse et l’hétérogénéité de la poésie[Interprétation personnelle ?].
Un catalogue publié aux éditions Les presses du réel/centre Sagamie a été publié en juin 2018 regroupant 68 auteurs autour de cette œuvre.